# Gran Premi d'Itàlia del 1979
Resultats del Gran Premi d'Itàlia de Fórmula 1 de la temporada 1979 disputat al circuit de Monza el 9 de setembre del 1979.

## Resultats
| Pos | No | Pilot                 | Equip                | Voltes | Temps/ Retirada | Pos. de sortida | Punts |
| --- | -- | --------------------- | -------------------- | ------ | --------------- | --------------- | ----- |
| 1   | 11 | Jody Scheckter        | Ferrari              | 50     | 1h 22' 00. 22   | 3               | 9     |
| 2   | 12 | Gilles Villeneuve     | Ferrari              | 50     | + 0.46 s        | 5               | 6     |
| 3   | 28 | Clay Regazzoni        | Williams - Ford      | 50     | + 4.78 s        | 6               | 4     |
| 4   | 5  | Niki Lauda            | Brabham - Alfa Romeo | 50     | + 54.40 s       | 9               | 3     |
| 5   | 1  | Mario Andretti        | Lotus - Ford         | 50     | + 59.70 s       | 10              | 2     |
| 6   | 4  | Jean-Pierre Jarier    | Tyrrell - Ford       | 50     | + 1' 01.55 min. | 16              | 1     |
| 7   | 2  | Carlos Reutemann      | Lotus - Ford         | 50     | + 1' 24.14 min. | 13              |       |
| 8   | 14 | Emerson Fittipaldi    | Fittipaldi - Ford    | 49     | + 1 Volta       | 20              |       |
| 9   | 27 | Alan Jones            | Williams - Ford      | 49     | + 1 Volta       | 4               |       |
| 10  | 3  | Didier Pironi         | Tyrrell - Ford       | 49     | + 1 Volta       | 12              |       |
| 11  | 9  | Hans Joachim Stuck    | ATS - Ford           | 49     | + 1 Volta       | 15              |       |
| 12  | 36 | Vittorio Brambilla    | Alfa Romeo           | 49     | + 1 Volta       | 22              |       |
| 13  | 29 | Riccardo Patrese      | Arrows - Ford        | 47     | + 3 Voltes      | 17              |       |
| 14  | 15 | Jean-Pierre Jabouille | Renault              | 45     | Motor           | 1               |       |
| Ret | 26 | Jacques Laffite       | Ligier - Ford        | 41     | Motor           | 7               |       |
| Ret | 20 | Keke Rosberg          | Wolf - Ford          | 41     | Motor           | 23              |       |
| Ret | 25 | Jacky Ickx            | Ligier - Ford        | 40     | Motor           | 11              |       |
| Ret | 18 | Elio de Angelis       | Shadow - Ford        | 33     | Embragatge      | 24              |       |
| Ret | 35 | Bruno Giacomelli      | Alfa Romeo           | 28     | Virolla         | 18              |       |
| Ret | 16 | René Arnoux           | Renault              | 13     | Motor           | 2               |       |
| Ret | 7  | John Watson           | McLaren - Ford       | 13     | Accident        | 19              |       |
| Ret | 8  | Patrick Tambay        | McLaren - Ford       | 3      | Motor           | 14              |       |
| Ret | 30 | Jochen Mass           | Arrows - Ford        | 3      | Suspensions     | 21              |       |
| Ret | 6  | Nelson Piquet         | Brabham - Alfa Romeo | 1      | Accident        | 8               |       |
| NVQ | 17 | Jan Lammers           | Shadow - Ford        |        |                 |                 |       |
| NVQ | 22 | Marc Surer            | Ensign - Ford        |        |                 |                 |       |
| NVQ | 24 | Arturo Merzario       | Merzario - Ford      |        |                 |                 |       |
| NVQ | 31 | Hector Rebaque        | Rebaque - Ford       |        |                 |                 |       |

## Altres
- Pole: Jean-Pierre Jabouille 1' 34. 580

- Volta ràpida: Clay Regazzoni 1' 35. 60 (a la volta 46)